# Tsudanuma The Tower
La Tsudanuma The Tower (津田沼 ザ・タワー) est un gratte-ciel construit de 2016 à juillet 2020 et servant de logements. Il est situé dans la ville de Narashino (préfecture de Chiba), à plusieurs kilomètres à l'est de Tokyo.
Il mesure 161 mètres de hauteur sur 44 étages et abrite 759 logements pour une surface totale de plancher de 88 116 m² .
C'est le plus haut immeuble et l'unique gratte-ciel de Narashino.
L'architecte et le constructeur est la société Fujita Corporation.